# LAGEOS

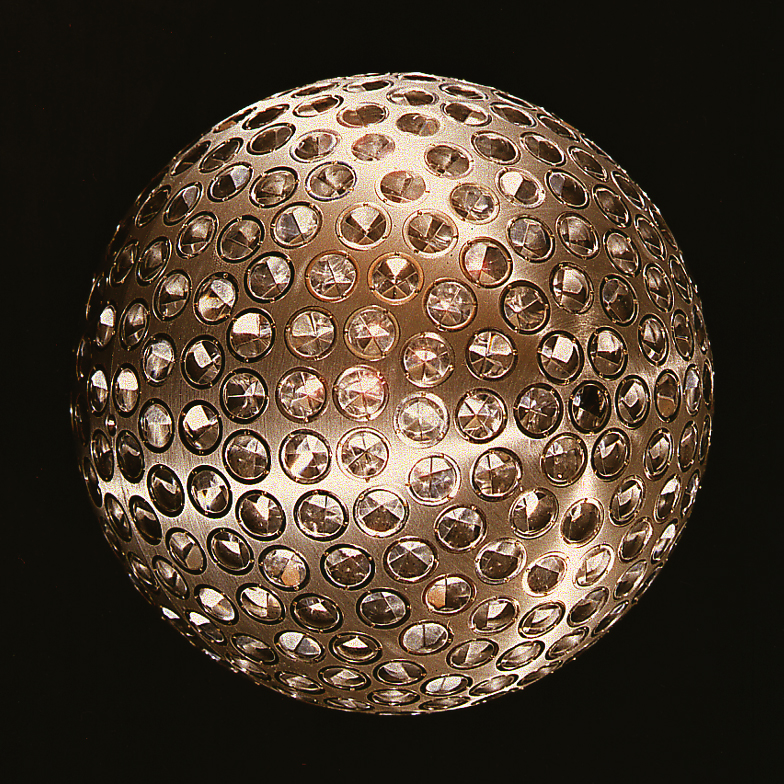
Satelita LAGEOS

LAGEOS (ang. Laser Geodynamics Satellite) – seria dwóch satelitów naukowych do badań mających na celu zapewnienie odniesienia dla pomiarów geodynamicznych i geodezyjnych Ziemi.
Pierwszy z satelitów (LAGEOS-I [indeks COSPAR - 1976-39A]) został wystrzelony 4 maja 1976 z kosmodromu Vandenberg, a drugi (LAGEOS-II) został umieszczony na orbicie przez załogę misji STS-52 wahadłowca Columbia 23 października 1992. LAGEOS-I jest satelitą amerykańskiej agencji NASA, natomiast LAGEOS-II to wspólna misja NASA i Włoskiej Agencji Kosmicznej ASI.
Satelity wykonane są z aluminium pokrytego mosiądzem. Są to kule o średnicy 60 cm, pokryte retroreflektorami, nadającymi im wygląd gigantycznych piłek golfowych. LAGEOS-I ważył 411, a LAGEOS-II 405 kg. Satelity nie mają na pokładzie urządzeń ani czujników elektronicznych i nie jest kontrolowana wysokość ich lotu. Krążą na orbicie na wysokości ok. 5900 kilometrów, znacznie powyżej niskiej orbity Ziemi i znacznie poniżej orbit geostacjonarnych.
Pomiary laserowe SLR polegają na emisji impulsów lasera od stacji naziemnych do satelitów. Promienie laserowe odbijają się od satelitów, by następnie powrócić na Ziemię do stacji obserwacyjnej. Czas podróży jest dokładnie zmierzony, umożliwiając dokładne wyznaczenie odległości pomiędzy satelitą a stacją.
Satelity LAGEOS umożliwiają określenie położenia punktów na Ziemi z bardzo dużą dokładnością ze względu na stabilność ich orbit.